# Klinische psychologie
Klinische psychologie is de toepassing van psychologische inzichten in een klinische of gezondheids-context. Klinisch komt van het Griekse κλινη, klinè, bed. De verschillende vormen van klinische psychologie worden ingezet ter verlichting van psychische spanningen en depressies en in het algemeen ter bevordering van de geestelijke gezondheid. De klinisch psycholoog is een specialist en werkt dan ook vooral te vinden in de gespecialiseerde gezondheidszorg, in de psychiatrie en psychopathologie. De verschillende typen van psychotherapie en hun effecten worden bestudeerd door onderzoekers op het terrein van de klinische psychologie. 
Een klinisch psycholoog heeft deskundigheid en ervaring op het gebied diagnostiek en behandeling van complexe psychische problemen. De klinisch psycholoog vervult daarnaast vaak functies als leidinggevende of supervisor of volgt ontwikkelingen in de zorg of de wetenschap. De klinisch psycholoog is 'scientist-practitioner' en is in staat om wetenschappelijke inzichten toe te passen in de klinische praktijk.
Het is een afstudeerrichting van de opleiding Master in de psychologie of Master in de psychologische wetenschappen.

## Algemeen
De klinische psychologie is in 2005 erkend als specialisme van de gezondheidszorgpsychologie, maar het vak bestaat al veel langer. Het NIP heeft in 1966 een register van klinisch psychologen ingevoerd en de aanzet voor dit specialisme gedaan. Met de introductie van het BIG-register klinisch psychologen is het NIP-register op 1 januari 2006 opgeheven.

## België
Sinds het actief zijn van de Wet van 4 april 2014 tot regeling van de geestelijke gezondheidsberoepen, actief sinds 1 september 2016, is de titel van Klinisch Psycholoog als de titel van Psychotherapeut volledig erkend in België. Ze regelt onder andere de uitoefening van de klinische psychologie en de psychotherapie en de erkenning van de klinisch psycholoog als gezondheidszorgberoep.

## Nederland
Met de erkenning van het specialisme is de titel 'klinisch psycholoog’ wettelijk beschermd. Deze titelbescherming is op 1 januari 2006 van kracht geworden. De wettelijke erkenning betekent dat er opleidingseisen worden gesteld en dat er toezicht op de opleidingen wordt gehouden. Specialisten die de titel dragen zijn verplicht hun kennis, ervaring en deskundigheid op peil te houden. De klinisch psycholoog is een 'artikel 14'-beroep in de wet BIG, het artikel voor medisch specialisten, zoals een psychiater. Klinisch psychologen zijn tevens opgeleid als psychotherapeut en mogen zich na inschrijving in het BIG-register ook 'psychotherapeut' noemen.

### Opleiding
In 2003 is de nieuwe specialistenopleiding tot klinisch psycholoog gestart. De opleiding is alleen toegankelijk voor gezondheidszorgpsychologen en is een combinatie van praktijk, werken onder supervisie, en theorie. De opleiding duurt vier jaar. De opleiding tot klinisch psycholoog duurt dus in totaal minimaal tien jaar: vier jaar universiteit met Master psychologie of orthopedagogiek, twee jaar opleiding gezondheidszorgpsycholoog en vier jaar specialistenopleiding. 
De opleiding tot klinisch psycholoog kent twee varianten: één gericht op volwassenen en ouderen en één gericht op kinderen en jeugd. De opleiding tot klinisch psycholoog Volwassenen en Ouderen wordt verzorgd door zes regionale opleidingsinstellingen. De opleiding tot klinisch psycholoog Kinderen en Jeugd is een landelijke opleiding. De Registratiecommissie Geneeskundig Specialisten moet de opleidingsinstellingen en hoofdopleiders erkennen.

### Werk
Een belangrijk werkterrein is de geestelijke gezondheidszorg, zoals Riaggs en psychiatrische ziekenhuizen. Daarnaast zijn klinisch psychologen te vinden in algemene ziekenhuizen, revalidatie-instellingen, kinderpsychiatrische instellingen en tbs-klinieken. Veel klinisch psychologen hebben een eigen praktijk, al dan niet in combinatie met een functie binnen een instelling.

## Websites
- Federatie van Gezondheidszorgpsychologen